# World Poker Tour (stagione 5)
Di seguito sono elencati i risultati della quinta stagione del World Poker Tour (2006–2007).

## Risultati

### Mirage Poker Showdown
- Casinò: The Mirage, Las Vegas[1]
- Buy-in: $ 10.000
- Data: 14 maggio 2006 - 17 maggio 2006
- Iscritti: 384
- Montepremi totale: $ 3.724.800
- Giocatori premiati: 36
- Mano vincente: K-5

| Piazzamento | Nome            | Premio      |
| ----------- | --------------- | ----------- |
| 1°          | Stanley Weiss   | $ 1.320.255 |
| 2°          | Harry Demetriou | $ 673.272   |
| 3°          | Devin Porter    | $ 332.937   |
| 4°          | David Williams  | $ 221.958   |
| 5°          | Steve Frederick | $ 166.469   |
| 6°          | Robert Mizrachi | $ 129.476   |

### Mandalay Bay Poker Championship
- Casinò: Mandalay Bay, Las Vegas[1]
- Buy-in: $ 10.000
- Data: 4 giugno 2006 - 8 giugno 2006
- Iscritti: 349
- Montepremi totale: $ 3.385.300
- Giocatori premiati: 50
- Mano vincente: 9♣ 8♦

| Piazzamento | Nome          | Premio      |
| ----------- | ------------- | ----------- |
| 1°          | Joe Tehan     | $ 1.033.440 |
| 2°          | Burt Boutin   | $ 604.765   |
| 3°          | Brad Booth    | $ 319.180   |
| 4°          | Alex Outhred  | $ 184.745   |
| 5°          | Al Stonum     | $ 134.390   |
| 6°          | Steve Vincent | $ 94.075    |

### Grand Prix de Paris
- Casinò: Aviation Club de France, Parigi[1]
- Buy-in: €10.000
- Data: 12 giugno 2006 - 16 giugno 2006
- Iscritti: 232
- Montepremi totale: €2.320.000 ($ 2.805.856)
- Giocatori premiati: 27

| Piazzamento | Nome                | Premio               |
| ----------- | ------------------- | -------------------- |
| 1°          | Christian Grundtvig | €712.500 ($ 907.066) |
| 2°          | Jani Sointula       | €356.250 ($ 453.533) |
| 3°          | Thomas Wahlroos     | €243.750 ($ 310.312) |
| 4°          | Henrik Witt         | €168.750 ($ 214.831) |
| 5°          | Phil Yeh            | €131.250 ($ 167.091) |
| 6°          | Pat Schuhl          | €93.750 ($ 119.351)  |

### Legends of Poker
- Casinò: Bicycle Casinò, Los Angeles[1]
- Buy-in: $ 10.000
- Data: 26 agosto 2006 - 30 agosto 2006
- Iscritti: 466
- Montepremi totale: $ 4.520.200
- Giocatori premiati: 45
- Mano vincente: A♣ 7♣

| Piazzamento | Nome            | Premio      |
| ----------- | --------------- | ----------- |
| 1°          | Joe Pelton      | $ 1.577.170 |
| 2°          | Frankie O'Dell  | $ 776.385   |
| 3°          | Hoyt Corkins    | $ 381.540   |
| 4°          | Kevin O'Donnell | $ 226.260   |
| 5°          | Randy Holland   | $ 177.460   |
| 6°          | Scotty Nguyen   | $ 133.095   |

### Borgata Poker Open
- Casinò: Borgata, Atlantic City[1]
- Buy-in: $ 10.000
- Data: 15 settembre 2006 - 19 settembre 2006
- Iscritti: 540
- Montepremi totale: $ 5.238.000
- Giocatori premiati: 54
- Mano vincente: Q♦ Q♦

| Piazzamento | Nome            | Premio      |
| ----------- | --------------- | ----------- |
| 1°          | Mark Newhouse   | $ 1.519.020 |
| 2°          | Chris McCormack | $ 802.985   |
| 3°          | David Sklansky  | $ 419.040   |
| 4°          | Anthony Argila  | $ 366.660   |
| 5°          | Chris Bell      | $ 314.280   |
| 6°          | Blaise Ingoglia | $ 261.901   |

### Festa Al Lago
- Casinò: Bellagio, Las Vegas[1]
- Buy-in: $ 10.000
- Data: 16 ottobre 2006 - 20 ottobre 2006
- Iscritti: 433
- Montepremi totale: $ 4.200.100
- Giocatori premiati: 100
- Mano vincente: 2♦ 2♦

| Piazzamento | Nome                 | Premio      |
| ----------- | -------------------- | ----------- |
| 1°          | Andreas Walnum       | $ 1.090.025 |
| 2°          | Steve Wong           | $ 542.700   |
| 3°          | Joe Pelton           | $ 292.220   |
| 4°          | Christopher Loveland | $ 187.745   |
| 5°          | David Baker          | $ 125.240   |
| 6°          | Can Kim Hua          | $ 83.490    |

### Canadian Open Championship
- Casinò: Fallsview Casinò Resort, Niagara Falls (Canada)[1]
- Buy-in: C$ 2.500
- Data: 22 ottobre 2006 - 24 ottobre 2006
- Iscritti: 298
- Montepremi totale: C$ 720.533 (US$ 639.913)
- Giocatori premiati: 27

| Piazzamento | Nome            | Premio                   |
| ----------- | --------------- | ------------------------ |
| 1°          | Scott Clements  | C$ 250.027 (US$ 222.524) |
| 2°          | Anthony O'Hagan | C$ 115.285 (US$ 102.385) |
| 3°          | Vince Sessa     | C$ 61.245 (US$ 554.392)  |
| 4°          | Terris Preston  | C$ 43.232 (US$ 38.395)   |
| 5°          | Steven Buttery  | C$ 32.424 (US$ 28.796)   |
| 6°          | Gia Trinh       | C$ 25.219 (US$ 22.397)   |

### North American Poker Championship
- Casinò: Fallsview Casinò Resort, Niagara Falls (Canada)[1]
- Buy-in: C$ 10.000
- Data: 25 ottobre 2006 - 29 ottobre 2006
- Iscritti: 497
- Montepremi totale: C$ 4.829.332 (US$ 4.288.965)
- Giocatori premiati: 45
- Mano vincente: K♦ 2♦

| Piazzamento | Nome              | Premio                       |
| ----------- | ----------------- | ---------------------------- |
| 1°          | Soren Turkewitsch | C$ 1.380.378 (US$ 1.225.920) |
| 2°          | Jason Sagle       | C$ 676.107 (US$ 600.456)     |
| 3°          | John Lam          | C$ 352.541 (US$ 313.094)     |
| 4°          | Jim Worth         | C$ 289.760 (US$ 257.338)     |
| 5°          | John Juanda       | C$ 217.320 (US$ 193.003)     |
| 6°          | Marc Karam        | C$ 169.027 (US$ 150.114)     |

### World Poker Finals
- Casinò: Foxwoods, Mashantucket (Connecticut)[1]
- Buy-in: $ 10.000
- Data: 12 novembre 2006 - 16 novembre 2006
- Iscritti: 609
- Montepremi totale: $ 5.749.481
- Giocatori premiati: 60
- Mano vincente: 7♣ 5♦

| Piazzamento | Nome             | Premio      |
| ----------- | ---------------- | ----------- |
| 1°          | Nenad Medić      | $ 1.717.194 |
| 2°          | EG Harvin        | $ 904.389   |
| 3°          | Mimi Tran        | $ 472.228   |
| 4°          | Michael Omelchuk | $ 343.439   |
| 5°          | Kathy Liebert    | $ 257.579   |
| 6°          | Michael Perry    | $ 200.340   |

### Doyle Brunson North American Poker Classic
- Casinò: Bellagio, Las Vegas[1]
- Buy-in: $ 15.000
- 6-Day Event: 14 dicembre 2006 - 19 dicembre 2006
- Iscritti: 583
- Montepremi totale: $ 8.482.650
- Giocatori premiati: 100
- Mano vincente: A♠ 6♣

| Piazzamento | Nome            | Premio      |
| ----------- | --------------- | ----------- |
| 1°          | Joe Hachem      | $ 2.207.575 |
| 2°          | Jim Hanna       | $ 1.099.430 |
| 3°          | Daniel Negreanu | $ 592.000   |
| 4°          | Mads Andersen   | $ 380.630   |
| 5°          | David Redlin    | $ 253.715   |
| 6°          | Edward Jordan   | $ 169.145   |

### PokerStars Caribbean Adventure
- Casinò: Atlantis, Paradise Island[1]
- Buy-in: $ 7.800
- 6-Day Event: 5 gennaio 2007 - 10 gennaio 2007
- Iscritti: 937
- Montepremi totale: $ 7.063.842
- Giocatori premiati: 180
- Mano vincente: A♦ 10♦

| Piazzamento | Nome            | Premio      |
| ----------- | --------------- | ----------- |
| 1°          | Ryan Daut       | $ 1.535.255 |
| 2°          | Isaac Haxton    | $ 861.789   |
| 3°          | Robert Ford     | $ 550.980   |
| 4°          | Robert Mizrachi | $ 409.703   |
| 5°          | Jonathan Little | $ 317.873   |
| 6°          | Frank Rusnak    | $ 247.234   |

### World Poker Open
- Casinò: Gold Strike Resort and Casinò, Tunica (Mississippi)[1]
- Buy-in: $ 10.000
- Data: 21 gennaio 2007 - 25 gennaio 2007
- Iscritti: 294
- Montepremi totale: $ 2.812.000
- Giocatori premiati: 27
- Mano vincente: 8♣ 8♦

| Piazzamento | Nome            | Premio    |
| ----------- | --------------- | --------- |
| 1°          | Bryan Sumner    | $ 913.986 |
| 2°          | Daniel Negreanu | $ 502.691 |
| 3°          | Young Cho       | $ 257.058 |
| 4°          | Gary Kainer     | $ 199.934 |
| 5°          | Kido Pham       | $ 171.372 |
| 6°          | J.C. Tran       | $ 142.810 |

### Borgata Winter Poker Open
- Casinò: Borgata, Atlantic City[1]
- Buy-in: $ 10.000
- Data: 26 gennaio 2007 - 30 gennaio 2007
- Iscritti: 571
- Montepremi totale: $ 5.529.000
- Giocatori premiati: 54
- Mano vincente: A♣ 5♦

| Piazzamento | Nome            | Premio      |
| ----------- | --------------- | ----------- |
| 1°          | John Hennigan   | $ 1.606.223 |
| 2°          | Chuck Kelley    | $ 849.082   |
| 3°          | John Gal        | $ 443.096   |
| 4°          | Joe Simmons     | $ 387.709   |
| 5°          | Michael Sukonik | $ 332.322   |
| 6°          | Jon James       | $ 276.935   |

### L.A. Poker Classic
- Casinò: Commerce Casinò, Los Angeles[1]
- Buy-in: $ 10.000
- 6-Day Event: 24 febbraio 2007 - 1º marzo 2007
- Iscritti: 791
- Montepremi totale: $ 7.593.600
- Giocatori premiati: 54
- Mano vincente: J♦ 6♦

| Piazzamento | Nome             | Premio      |
| ----------- | ---------------- | ----------- |
| 1°          | Eric Hershler    | $ 2.429.970 |
| 2°          | J.C. Tran        | $ 1.177.010 |
| 3°          | Jacobo Fernandez | $ 607.490   |
| 4°          | Paul Wasicka     | $ 455.615   |
| 5°          | Chau Giang       | $ 341.710   |
| 6°          | David Bach       | $ 257.425   |

### Bay 101 Shooting Star
- Casinò: Bay 101, San José[1]
- Buy-in: $ 10.000
- Data: 12 marzo 2007 - 16 marzo 2007
- Iscritti: 450
- Montepremi totale: $ 4.490.000
- Giocatori premiati: 45
- Mano vincente: 7♣ 7♦

| Piazzamento | Nome              | Premio      |
| ----------- | ----------------- | ----------- |
| 1°          | Ted Forrest       | $ 1.100.000 |
| 2°          | J. J. Liu         | $ 600.000   |
| 3°          | Amir Shayesteh    | $ 314.500   |
| 4°          | James Van Alstyne | $ 250.000   |
| 5°          | Vince Shaw        | $ 200.000   |
| 6°          | Bill Edler        | $ 160.000   |

### World Poker Challenge
- Casinò: Reno Hilton, Reno[1]
- Buy-in: $ 5.000
- Data: 25 marzo 2007 - 28 marzo 2007
- Iscritti: 475
- Montepremi totale: $ 2.278.250
- Giocatori premiati: 45
- Mano vincente: 10♠ 10♣

| Piazzamento | Nome                 | Premio    |
| ----------- | -------------------- | --------- |
| 1°          | J.C. Tran            | $ 683.473 |
| 2°          | Juan Carlos Alvarado | $ 366.798 |
| 3°          | David Pham           | $ 182.260 |
| 4°          | Mark Seif            | $ 159.478 |
| 5°          | John Hom             | $ 136.695 |
| 6°          | Danny Wong           | $ 113.913 |

### Foxwoods Poker Classic
- Casinò: Foxwoods, Mashantucket (Connecticut)[1]
- Buy-in: $ 10.000
- 6-Day Event: 30 marzo 2007 - 4 aprile 2007
- Iscritti: 415
- Montepremi totale: $ 3.898.635
- Giocatori premiati: 40

| Piazzamento | Nome            | Premio      |
| ----------- | --------------- | ----------- |
| 1°          | Raj Patel       | $ 1.298.405 |
| 2°          | Paul Matteo     | $ 643.275   |
| 3°          | Antonio Cavezza | $ 370.370   |
| 4°          | Fred Goldberg   | $ 233.918   |
| 5°          | Seth Berger     | $ 175.439   |
| 6°          | Allen Kessler   | $ 136.452   |

### WPT Championship
- Casinò: Bellagio, Las Vegas[1]
- Buy-in: $ 25.000
- Data: 21 aprile 2007 - 27 aprile 2007
- Iscritti: 639
- Montepremi totale: $ 15.495.750
- Giocatori premiati: 100
- Mano vincente: K♦ J♦[2]

| Piazzamento | Nome             | Premio      |
| ----------- | ---------------- | ----------- |
| 1°          | Carlos Mortensen | $ 3.970.415 |
| 2°          | Kirk Morrison    | $ 2.011.135 |
| 3°          | Paul Lee         | $ 1.082.920 |
| 4°          | Guy Laliberté    | $ 696.220   |
| 5°          | Tim Phan         | $ 464.110   |
| 6°          | Mike Wattel      | $ 309.405   |